# Tempête tropicale Faxai (2007)
La tempête tropicale Faxai, connue aux Philippines sous le nom de tempête tropicale Juaning, est une tempête tropicale de courte durée qui a des effets mineurs sur terre. Vingtième tempête nommée de la saison des typhons du Pacifique 2007, Faxai est née d'une dépression tropicale au-dessus des eaux libres de l'océan Pacifique occidental à la fin du mois d'octobre. La tempête s'est rapidement renforcée, devenant une tempête tropicale le 26 octobre alors qu'elle se déplace rapidement vers le nord-est. La tempête est devenue extratropicale le lendemain alors qu'elle effleure le Japon. Elle se dissipe le 27 octobre.
Bien que Faxai n'ait jamais touché terre, les bandes extérieures associées à la tempête produisent des pluies torrentielles, s'élevant à 458 mm sur Miyakejima. Un vol de Japan Airlines à destination de l'aéroport de Narita rencontre de fortes turbulences. Une personne est grièvement blessée et cinq autres sont légèrement blessées ; l'avion est endommagé lors de l'incident. Une personne est tuée près de Tokyo lors du passage de la tempête, et trois autres sont blessées. Les dégâts causés par la tempête se sont élevés à 150 ¥ millions.

## Parcours météorologique
La tempête tropicale Faxai commence comme une zone de convection qui persiste sur environ 805 km à l'ouest de Guam le 24 octobre. Les images satellite indiquent un large tournant cyclonique dans les niveaux inférieurs de l'atmosphère et un creux près de la surface. La convection s'est consolidée autour du centre de la circulation de bas niveau, et l'environnement de niveau supérieur (faible cisaillement du vent et bonne divergence) favorise le développement. Le lendemain, l'Agence météorologique japonaise (JMA) a classé le système comme une dépression tropicale. Peu de temps après, le Joint Typhoon Warning Center (JTWC) émet une alerte de formation de cyclone tropical alors que la convection s'intensifie autour d'une dépression partiellement exposée. La tempête s'est déplacée vers le nord-ouest sous l'influence d'une crête subtropicale au nord. À 0h UTC, le 26 octobre, l'administration philippine des services atmosphériques, géophysiques et astronomiques (PAGASA) désigne le système comme une dépression tropicale et lui donne le nom local de Juaning. À la même époque, le JMA transforme la dépression en tempête tropicale et lui donne le nom de Faxai.
Le JTWC émet des avis sur Faxai et le classe comme une dépression tropicale. Plusieurs heures plus tard, la tempête commence à subir une transition extratropicale, avec une convection persistant principalement dans la partie nord-ouest de la tempête et de l'air froid et sec entrant dans la partie sud-ouest. À 12h UTC, le PAGASA publie son dernier avis sur la tempête tropicale Juaning alors qu'elle sort de sa zone de responsabilité. Le JTWC signale que la dépression tropicale devient extratropicale alors qu'elle fusionne avec une zone barocline. Un front froid s'est développé le long de la partie sud de Faxai, une caractéristique des cyclones extratropicaux. Le JMA élève ensuite Faxai au rang de tempête tropicale violente avec des vents de 95 km/h.
Le JTWC élève également la dépression en tempête tropicale en raison du développement d'un ciel couvert dense et central très impactant. Un creux d'ondes courtes au-dessus de la péninsule coréenne a fourni un environnement de haut niveau favorable à l'intensification de Faxai. Tôt le lendemain, Faxai commence à accélérer rapidement vers le nord-est dans les vents d'ouest des latitudes moyennes. Un anticyclone au-dessus du Japon crée un fort gradient de pression entre lui et la tempête tropicale, provoquant une expansion significative du champ de vent de Faxai vers le nord-est. Alors que le JTWC émet son avis final, il estime que la tempête atteint son intensité maximale, avec des vents de 75 km/h. Le JMA estime également que Faxai atteint son intensité maximale à ce moment-là, avec des vents de 100 km/h et une pression minimale de 975 hPa ; cependant, la National Oceanic and Atmospheric Administration (NOAA) signale que Faxai avait des vents de force ouragan à ce moment-là, culminant à 130 km/h.  La tempête continue vers le nord-est à un rythme rapide et devient extratropicale au large de la côte est de Honshu vers 12h00 UTC le 27 octobre. Les restes extratropicaux persistent pendant plus d'une journée avant de se dissiper au large des eaux à la fin du 28 octobre. La NOAA, quant à elle, continue de surveiller les restes de Faxai, le système ayant atteint les îles Aléoutiennes le 29 octobre. Le lendemain, la tempête s'intensifie rapidement, la pression centrale tombant à 957 hPa vers 1800 UTC. Le 31 octobre, le système suit la trajectoire de l'Alaska et s'affaiblit.
L'Agence météorologique japonaise utilise des vents soutenus de 10 minutes, tandis que le Centre conjoint d'alerte aux typhons utilise des vents soutenus d'une minute. Le facteur de conversion entre les deux est de 1,14. L'intensité maximale du JMA pour Faxai est de 100 km/h 10 minutes soutenues, ou 120 km/h pendant une minute,. L'intensité maximale du JTWC pour Faxai est 75 km/h pendant une minute soutenue, ou 65 km/h 10 minutes soutenues,.

## Préparations et impact

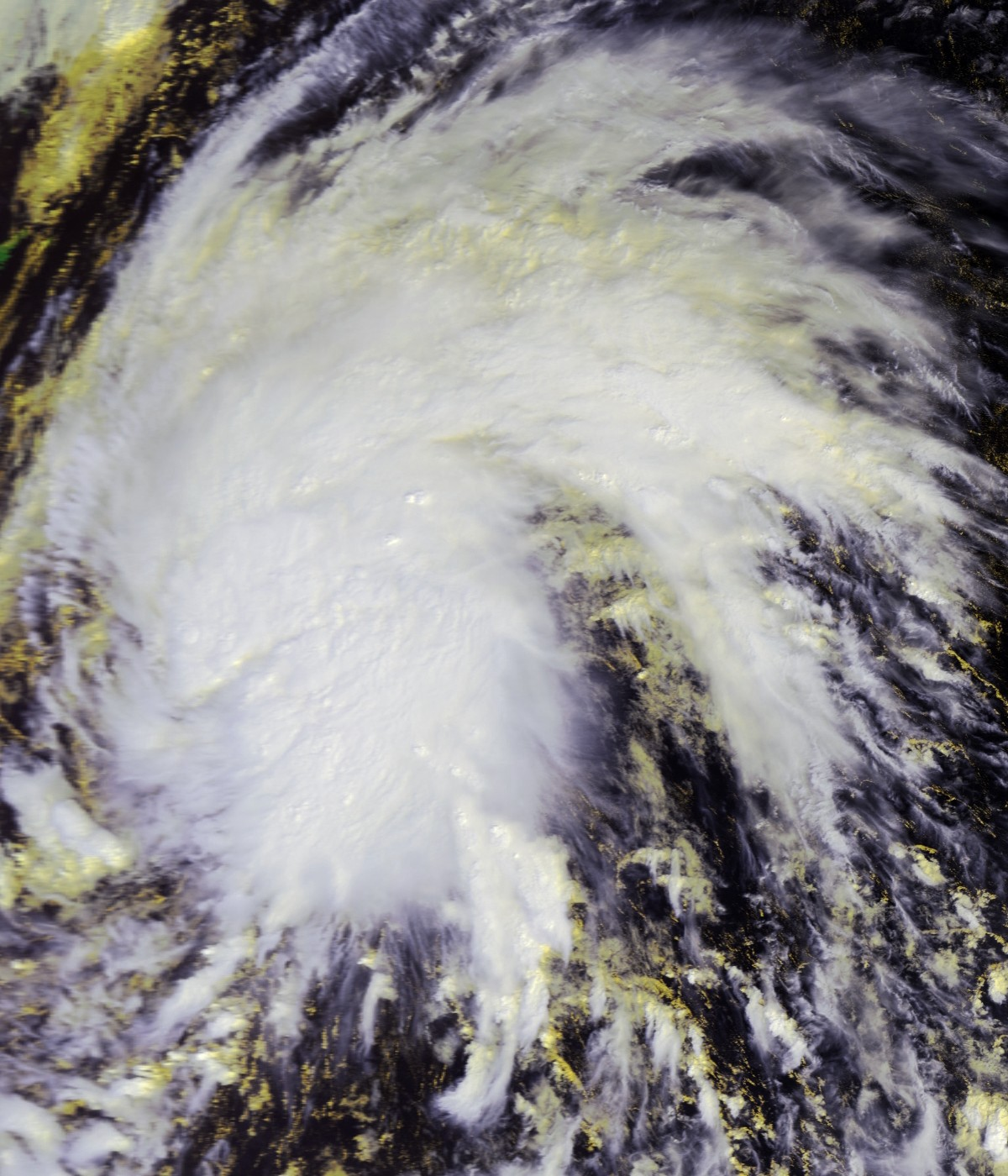
Tempête tropicale Faxai le 26 octobre.

Alors que Faxai s'approche du Japon, All Nippon Airways annule tous ses vols de jour entre Tokyo et les îles Izu. Tokai Kisen, qui exploite des ferries entre Tokyo, les îles Izu et la préfecture de Shizuoka, annule certains services en raison de la tempête. Les zones autour de Tokyo sont averties de fortes pluies attendues et de vagues pouvant atteindre 6 m et des vents violents. Il est conseillé aux résidents de rester à l'intérieur pendant la tempête, en particulier après le coucher du soleil, et d'éviter d'éventuels débris volants.
Bien que Faxai n'ait pas touché terre, les bandes extérieures produisent de fortes pluies, qui ont causé des dégâts mineurs le long de la côte est du Japon. La pluviométrie totale la plus élevée est enregistrée à Miyakejima avec 458 mm et dans la sous-préfecture d'Ōshima à Tokyo, 192 mm est enregistré. Les précipitations à Miyakejima ont presque dépassé le record de précipitations quotidiennes pour le mois. Les précipitations atteignent un pic de 95 mm/h sur Miyaketsubota, qui déclenche sept glissements de terrain à travers le pays. Une femme est tuée près de Tokyo, et trois personnes sont blessées. Une maison, deux hectares de terres agricoles, 2 km de routes et un navire sont endommagés par la tempête. Au plus fort de la tempête, 9 605 foyers sont privés d’électricité dans tout le Japon. Les dégâts causés par le cyclone s'élèvent à 150 ¥ millions.
À 17h31, heure normale du Japon (08h31 UTC), le 27 octobre, un Boeing 767-300 de Japan Airlines en route vers l'aéroport international de Narita, rencontre de fortes turbulences en provenance de Faxai vers 74 km au sud-est de Narita. Les turbulences font sept blessés pendant le vol, ainsi que des dommages à l'avion.